# Резня в Эрфурте
Эрфуртская резня — резня еврейской общины в Эрфурте, Германия, произошедшая 21 марта 1349 года.

## Причины
Отношения между христианами и евреями в Средние века всегда отличались большой напряжённостью, часто приводившей к насилию. К традиционным обвинениям против евреев, таких как осквернение гостии или совершение ритуальных убийств, в 1349 году добавилось обвинение в распространении чумы, ставшее причиной череды кровавых погромов по всей Европе. На фоне резкого ухудшения климата, приведшего к неурожаям и повсеместному голоду в начале XIV века, народный ужас перед беспощадной болезнью, выкашивающей целые города, реализовался в преследовании евреев. Подозрения в причастности к эпидемии падали на евреев ещё и потому, что они страдали от чумы заметно меньше, чем христиане. Возможно, свою роль сыграли замкнутый образ жизни еврейских общин и предписания иудаизма относительно личной гигиены. Также существует мнение, что причина относительно малой смертности евреев от Чёрной смерти состоит в том, что наиболее уязвимы для чумной палочки люди с группой крови 0(I), наиболее распространённой среди европейцев той эпохи, в то время как среди евреев якобы мало людей с такой группой крови.

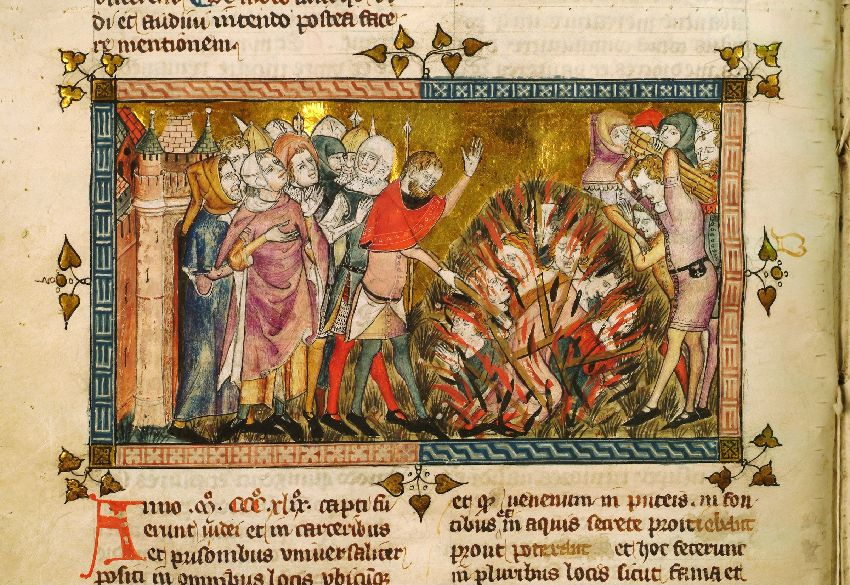
Сжигание евреев заживо в Страсбурге, 14 февраля 1349 года. Погром, произошедший за 35 дней до событий Эрфурта

Ещё до начала эпидемии чумы евреев часто обвиняли в отравлении источников и распространении проказы. Ходили упорные слухи о сговоре между евреями и мусульманами с целью истребления всех христиан посредством смертельных болезней. Бытовало так же мнение, что чума послана христианам в наказание за их прошлую терпимость к евреям.
Многочисленные преследования и массовые убийства, имевшие место во Франции и Германии в то время, происходили не только из-за обвинений в ответственности евреев в вспышке Черной Смерти, а также из-за веры в то, что убийство местных евреев предотвратит распространение Чёрной Смерти в этих местах.

## Реакция Церкви
Хотя эти верования и сопровождавшие их массовые убийства часто поощрялись местными епископами или странствующими флагеллантами, Католическая Церковь, включая Папу Климента VI, при котором началось движение флагеллантов и Чёрная Смерть, и его преемника Иннокентия VI, были решительно против этого. В папской булле, осуждающей движение флагеллантов в конце 1349 года, Папа Климент VI критиковал их «пролитие крови евреев». Позже Эрфурт пострадал от опустошительной Чёрной чумы, где в течение десяти недель в 1350 году умерло более 16 000 жителей.

## Последствия

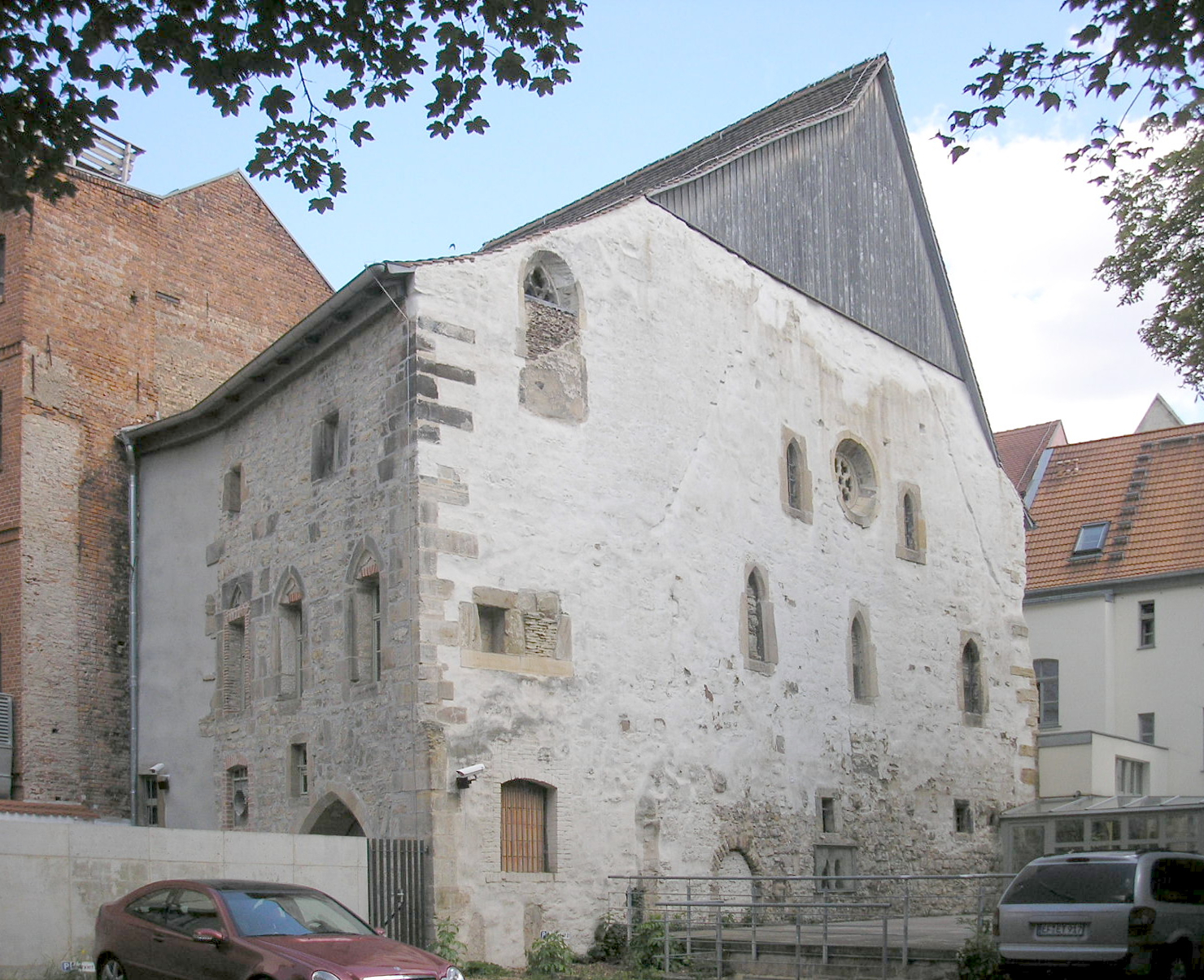
Старая синагога Эрфурта. Основание здания датируется XI веком.

Сведения о числе евреев, убитых во время резни, широко варьируются от 100 до 3000 человек. Некоторые евреи подожгли свои дома и имущество и погибли в огне, прежде чем их успели линчевать. Оставшиеся чудом в живых евреи покинули город. Синагога была повреждена, и городской совет Эрфурта взял здание под контроль.

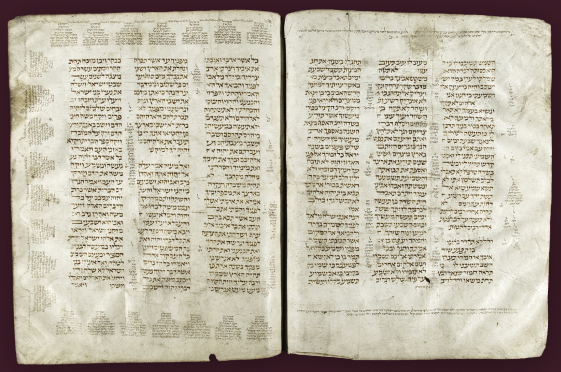
Эрфуртская Библия с Масорой

Массовые убийства обычно сопровождались обширными грабежами. Одним из предметов, разграбленных во время эрфуртской резни, была самая старая сохранившаяся рукопись Тосефты, датируемая XII веком. 15 эрфуртских рукописей, в том числе 4 Торы, махзор и Тосефта, перешли во владение Эрфуртского городского совета после резни, а в конце XVII века оказались в библиотеке лютеранского евангелического служения, в бывшем августинском монастыре Эрфурта. Министерство продало их в 1880 году в Королевскую библиотеку в Берлине, нынешнюю Берлинскую государственную библиотеку, где они и хранятся в настоящее время. Согласно одной из ссылок, на рукописи Тосефты есть пятна крови. Многие евреи Эрфурта заранее спрятали свои ценности. Некоторые из этих ценностей, вероятно принадлежащие купцу Кальману из Виэ, были найдены в 1998 году и теперь называются Эрфуртским сокровищем.
Среди убитых был известный талмудист Александр Суслин.
Всего через несколько лет после 1349 года евреи вернулись в Эрфурт и основали вторую общину, которая была расформирована городским советом в 1458 году.